# Bur Kertan
Bur Kertan är ett berg i Indonesien.   Det ligger i provinsen Aceh, i den västra delen av landet, 1 600 km nordväst om huvudstaden Jakarta. Toppen på Bur Kertan är 1 832 meter över havet.
Terrängen runt Bur Kertan är kuperad åt sydost, men åt nordväst är den bergig.Runt Bur Kertan är det ganska glesbefolkat, med 21 invånare per kvadratkilometer. I omgivningarna runt Bur Kertan växer i huvudsak städsegrön lövskog.